# Patrick Mesny
Pour les articles homonymes, voir Mesny.
Pas d'image ? Cliquez ici

a Compétitions nationales et continentales officielles uniquement.

b Matchs officiels uniquement.
Dernière mise à jour le 6 septembre 2018.
Patrick Mesny, né le 18 août 1954 à Montluçon, est un joueur de rugby à XV, qui a joué avec l'équipe de France de 1979 à 1983, évoluant au poste de trois-quarts centre (1,85 m pour 84 kg). Il évoluait avec le FC Grenoble.

## Biographie
Après avoir commencé le rugby à Pontarlier, Patrick Mesny signe à Grenoble en 1974, ville où il fait des études pour devenir enseignant d’EPS.
Il devient rapidement titulaire et intègre l’équipe de France universitaire.
Nommé à Paris après avoir obtenu son diplôme, il joue un an au Racing CF et connaît sa première sélection en Équipe de France lors de la première victoire de la France en Nouvelle-Zélande en 1979.
Il revient au FC Grenoble alors au sommet de la hiérarchie nationale, le club isérois terminant 1er de la saison régulière (sur les 40 clubs engagés) en 1981 et second les deux années suivantes sans pour autant confirmer en phases finales.
Il remporte également 2 tournois en 1981 (Grand Chelem) et 1983 avec l’Équipe de France.
Il est finaliste du Challenge Yves du Manoir en 1986 avant de remporter cette compétition en 1987 contre Agen.
Il termine sa carrière en 1989.
Terminant encore en tête à l’issue des matchs de poules (sur les 32 clubs engagés), Grenoble sera éliminé prématurément par Narbonne dès les quarts de finales.

## Carrière

### En club
- Port Hacking RFC (Australie)
- C.A. Pontarlier
- Racing club de France
- FC Grenoble

### En équipe de France
Il a disputé son premier test match le 7 juillet 1979, contre l'équipe de Nouvelle-Zélande et son dernier test match fut contre l'équipe d'Argentine, le 14 novembre 1982. Il a disputé un match et a fait un remplacement lors d’un autre match du grand Chelem de 1981.
Le 1er novembre 1984, il joue avec les Barbarians français contre une équipe du Bataillon de Joinville à Grenoble. Les Baa-Baas l'emportent 44 à 22.

## Palmarès
- Championnat de France de première division :
  - Demi-finaliste (1) : 1982
- Challenge Yves du Manoir :
  - Vainqueur (1) : 1987[4]
  - Finaliste (1) : 1986
  - Demi-finaliste (1) : 1988
- Coupe de France :
  - Demi-finaliste (2) : 1985 et 1986
- Vainqueur du Tournoi des Cinq Nations en Grand Chelem en 1981 et 1983.

## Statistiques en équipe nationale
- Sélections en équipe nationale : 14 (+ 4 non officielles)
- 12 points (3 essais)
- Sélections par année : 2 en 1979, 2 en 1980, 7 en 1981, 3 en 1982, 4 en 1983
- Tournois des Cinq Nations disputés : 1981, 1982, 1983